# 라우디스트 보이스
라우디스트 보이스(The Loudest Voice)는 미국 폭스 뉴스의 설립자이자 공화당의 킹 메이커였던 로저 에일스의 추악한 성공 신화를 조명하는 7부작 정치 실화극이다. 주연을 맡은 러셀 크로우의 파격적인 변신과 골든글로브 수상으로 화제를 모았다. 미국에서는 SHOWTIME을 통해 방영됐다. 한국에서는 왓챠에서 2020년 12월 16일 독점 공개되었다.

## 등장인물
배역(배우)
- 로저 에일스(러셀 크로우): 폭스뉴스의 회장. 조지 부시 전 대통령 등 공화당 거물급 정치인의 미디어 조력자로 활동했던 경력이 있다. 폭스뉴스의 설립과 함께 회장으로 취임한 그는 폭스뉴스를 '보수의 제국'으로 만들며 뉴스의 왕으로 군림해 간다. 러셀 크로우는 이 배역을 통해 제77회 골든글로브 시상식에서 TV 미니 시리즈 부문 남우주연상을 수상했다.
- 베스 에일스(시에나 밀러): 로저 에일스의 부인. 지역 신문사를 인수하는 등 로저의 조력자로 활동한다.
- 그레천 칼슨(나오미 왓츠): 폭스뉴스 앵커. 앵커 자리를 빌미로 로저로부터 지속적인 성추행을 당하나, 성추행에 대한 증거 자료를 모아가며 역습을 준비한다.
- 브라이언 루이스(세스 맥팔레인): 폭스뉴스 홍보 담당자. 로저의 측근으로 폭스뉴스의 홍보 뿐만 아니라 회사에 불이익이 될 수 있는 일들을 은밀히 처리한다.
- 애나벨 월리스(로리 룬): 로저의 측근. 로저로부터 지속적인 성폭행과 가스라이팅에 시달린다.
- 주디 라테르자(알렉사 펠라디노): 로저의 비서. 로저가 가장 신뢰하는 인물이다.
- 루퍼트 머독(사이먼 맥버니): 폭스뉴스의 설립자. 폭스 코퍼레이션의 설립자로 글로벌 미디어 거물로 불린다.

## 평가
- IMDB 평가
- 로튼토마토 평가
- 왓챠피디아 평가
- 네이버 TV 예고편